# 박준서 (법조인)
박준서(朴駿緖, 1940년 4월 20일~2024년 8월 21일)는 대한민국의 법조인으로, 대법관(1993. 10.~1999. 10.)을 지냈다.

## 학력
- 경복고등학교 졸업
- 서울대학교 법과대학 졸업
- 제15회 고등고시 사법과

## 경력
- 1981년 서울민사지방법원 부장판사
- 1991년 서울지방법원 동부지원장
- 1993년 청주지방법원장
- 1993년 10월 11일~1999년 10월 10일: 대한민국 대법관
- 2009년 ~ 2013년 서울법원조정센터장
- 법무법인 광장 고문변호사

## 주요 재판
- 전두환과 노태우 등이 내란죄 및 반란죄로 공소가 제기된 사건에서, 행위시의 법률에 의하지 아니하고는 처벌받지 아니한다는 헌법상의 원칙에 비추어, 5·18민주화운동등에관한특별법 제2조는 그 시행 당시 공소시효가 완성하지 않은 범죄에 대하여만 한정하여 적용되고, 이미 공소시효가 완성된 범죄에 대하여까지 적용되는 것은 아니라고 하였다.